# 坂井久太
坂井久太（1976年6月11日—，本名：坂井久美子）是出身於日本新潟縣的女性動畫師、人物設計師和插畫家。目前隸屬於WHITE FOX。曾以、和的名義參與動畫製作。

## 作品

### 電視動畫
- 新・天地無用！（1997年，動畫）※坂井久美子名義
- 學級王山崎（1997 - 1998年，動畫、動畫檢查）※坂井久美子名義
- 科幻特攻 excess（1997 - 1998年，原畫、動畫、動畫檢查）※坂井久美子名義
- （1998年，動畫、動畫檢查）※坂井久美子名義
- 白色猎人（1998年，動畫、動畫檢查）※坂井久美子名義
- 夢幻戰隊（1999年，OPED原畫、原畫）※坂井久美子名義
- 海盜孖寶 兩人的女王（日语：宇宙海賊ミトの大冒険）（1999年，原畫）
- 百變小櫻Magic咭（1999年，原畫）
- 魔法使Tai!（日语：魔法使いTai!）（1999年，原畫）※坂井久美子名義
- 麗佳公主（1999年，原畫）
- 迷糊女戰士（1999年，原畫）※坂井久美子名義
- 六翼天使之聲（日语：セラフィムコール）（1999年，原畫）
- 櫻花大戰（2000年，原畫）
- 幻影死神（2000年，原畫）
- 袖珍女侍小梅（2000年，OP原畫、原畫）
- 暗之末裔（2000年，作畫監督）
- 向陽之樹（2000年，原畫）※坂井久美子名義
- 變種特攻：Evolution（英语：X-Men: Evolution）（2000 - 2003年，原畫）
- 我的ET同學（2000 - 2001年，原畫）
- 天使領域（2001年，原畫）
- 爆旋陀螺（2001年，原畫）
- 魔法少女貓（日语：魔法少女猫たると）（2001年，原畫、作畫監督）※坂井久美子名義
- 機會～triangle session～（日语：チャンス〜トライアングルセッション〜）（2001年，OP原畫、原畫、作畫監督）※坂井久美子名義
- 魔法戰士李維（2001年，原畫）
- 生肖奇緣（2001年，原畫）
- 迷糊天使（2001年，人物設計、作畫監督、原畫、OPED作畫監督）
- 超重神GRAVION（2002年，原畫）
- 妹妹公主 RePure（2002年，原畫）
- 銀河戰警（2003年，原畫）
- 最後流亡（2003年，原畫）
- 彩夢芭蕾（2003年，原畫）
- Di Gi Charat Nyo（2003年，OP原畫、原畫、作畫監督）
- Green Green（日语：グリーングリーン (ゲーム)）（2003年，原畫）
- TEXHNOLYZE（日语：TEXHNOLYZE）（2003年，原畫）
- PEACE MAKER鐵（2003年，原畫）
- 神槍少女（2003年，原畫）
- 闇與帽子與書的旅人（2003年，OP原畫、原畫、作畫監督）
- 我miss係大佬（2004年，OP原畫）
- SWEET VALERIANS（日语：スウィート・ヴァレリアン）（2004年，原畫）
- 十兵衛2 - 西伯利亞柳生的逆襲-（2004年，原畫）
- 草莓棉花糖（2005年，人物設計、總作畫監督、作畫監督、原畫、OP作畫監督）
- 機獸創世紀（2005年，人物設計、原畫、OP作畫監督）
- 蟲師（2005年，作畫監督補助）
- 草莓危機（2006年，人物設計、總作畫監督、作畫監督、OP作畫監督）
- 寒蟬鳴泣之時（2006年，人物設計、總作畫監督、OP作畫監督）
- 寒蟬鳴泣之時解（2007年，人物設計、總作畫監督、作畫監督、原畫、OPED作畫監督）
- 假面男僕（2008年，人物設計、總作畫監督）※あおい小梅名義
- 異能戰士（2009年、作畫監督、原畫、ED原畫）
- 屍鬼（2010年、ED原畫）
- 半妖少女 綺麗譚（2010年、OP原畫）
- 偵探歌劇 少女福爾摩斯（2010年、Eyecatch、原畫、ED原畫）
- Steins;Gate（2011年，人物設計、總作畫監督、作畫監督、作監協力、原畫、OPED原畫）
- 偵探歌劇 少女福爾摩斯 Summer Special（2011年，Eyecatch）
- 偵探歌劇 少女福爾摩斯 第2幕（2012年，Eyecatch）
- 殭屍哪有那麼萌？（2012年，人物設計、總作畫監督、OPED作畫監督）
- 人類衰退之後（2012年，人物設計、總作畫監督）
- 打工吧！魔王大人（2013年，作畫監督）
- 新蔷薇少女（2013年，人物设计）
- 超級索尼子（2014年，原畫）
- 櫻Trick（2014年，人物設計、總作畫監督、原畫、OPED作畫監督）
- 選擇感染（2014年，人物設計、總作畫監督、ED作畫監督）
- 擴散者WIXOSS（2014年，人物設計）
- 請問您今天要來點兔子嗎？（2014年，作畫監督協力）
- 斬！赤紅之瞳（2014年，ED原畫）
- 傳頌之物 虛偽的假面（2015年，作畫監督）
- Re：從零開始的異世界生活（2016年，人物設計、總作畫監督）
- NEW GAME!!（2017年，原畫）
- 從零開始的魔法書（2017年，作畫監督）
- 雛邏輯～來自幸運邏輯～（2017年，OP原畫）
- 少女終末旅行（2018年，原畫）
- 多田君不戀愛（2018年，原畫）

### OVA
- 龍機傳承（1997年，動畫）※坂井久美子名義
- Photon（日语：フォトン (OVA)）（1998年，動畫）※坂井久美子名義
- 銀河英雄傳說（1998 - 2000年，動畫、原畫）※坂井久美子名義
- 櫻花大戰 OVA（1999 - 2000年，原畫）
- DI GI CHARAT劇場 交給雛子吧！（2003年，作畫監督、原畫）
- 海豚便利店（日语：まかせてイルか!）（2004年，原畫）
- 擁抱春天（日语：春を抱いていた）（2005年，原畫）
- 草莓棉花糖（2007年，人物設計、總作畫監督）
- 草莓棉花糖 encore （2009年，人物設計、總作畫監督、作畫監督、原畫、OP原畫）
- 親吻那片花瓣 戀人的羈絆（2010年，人物設計、作畫監督、原畫）
- 寒蟬鳴泣之時擴～Outbreak～（2013年，人物設計）
- 牽牛花與加瀬同學（2018年，企劃、人物設計、總作畫監督）
- Re:從零開始的異世界生活 冰結之絆（2019年，人物設計、原畫）

### 劇場動畫
- Happy Birthday 生命閃耀的瞬間（日语：ハッピーバースデー〜命かがやく瞬間〜）（1999年，原畫）※坂井久美子名義
- 小魔女DoReMi ♯ 願望之花（2000年，原畫）
- ONE PIECE 黃金島大冒險（2000年，原畫）※坂井久美子名義
- 數碼寶貝大冒險02 帝阿波羅獸的逆襲（2001年，原畫）※坂井久美子名義，
- 命運石之門 負荷領域的既視感（2013年，人物設計、總作畫監督、作畫監督）
- 音樂少女（2015年，作畫協力）
- selector destructed  WIXOSS（2015年，人物設計）

### 網路動畫
- 命運石之門 聰明睿智的感知運算（2014年，人物設計、作畫監督）
- 牽牛花與加瀬同學 你的光芒（2017年，人物設計、作畫監督）

### 遊戲
- 超魔神英雄傳ANOTHER STEP（1998年，動畫）
- 姉小路直子與銀色的死神（2014年，OP動畫角色設計）
- 超異域公主連結 Re:Dive（2019年，原畫）

### 其他
- 水瓶戰記（1999年，系列繪師）  ※名義
- 坂井久太版權集 Candy Rain （2010年，ISBN 9784758011907）

## 註解
1. ↑  .   [2011-09-27]. （原始内容存档于2011-07-22）.

## 外部連結
- さかいきゅう太のきゅうきゅうリリー（页面存档备份，存于）